# امبالامانسیا ۲
امبالامانسیا ۲ (به لاتین: Ambalamanasy II) یک منطقهٔ مسکونی در ماداگاسکار است که در ساوا (ماداگاسکار) واقع شده‌است.

## خصوصیات
امبالامانسیا ۲ ۲۴٬۲۱۱ نفر جمعیت دارد و ۵۲۱ متر بالاتر از سطح دریا واقع شده‌است.